# Eugenia ischnosceles
Eugenia ischnosceles är en myrtenväxtart som beskrevs av Otto Karl Berg. Eugenia ischnosceles ingår i släktet Eugenia och familjen myrtenväxter. Inga underarter finns listade i Catalogue of Life.